# Pilar Campoy
María Pilar Campoy (Vicente López, 6 de octubre de 1990) es una jugadora argentina de hockey sobre césped, integrante de Selección nacional. Se desempeña en el Club Náutico Hacoaj. 
Pilar se desempeña en la posición de mediocampista, aunque también lo puede hacer como delantera.

## Carrera deportiva

### Comienzos y debut en Banco Nación
Pilar comenzó a practicar hockey a los 4 años en Banco Nación. Con los años, se consolidó en inferiores como delantera.
En 2009, fue convocada por primera vez para jugar en la Selección nacional.
En 2012, tras descender con su club y con tan sólo 21 años, se consolidó como la capitana del equipo, siendo una figura excluyente. Ese mismo año, finalizó en el tercer lugar con 48 puntos, clasificándose así, a una promoción aunque no logró el ascenso.

### Club Náutico Hacoaj
En 2013, dejó Banco Nación para jugar en Club Náutico Hacoaj. Su debut fue en la Copa de Honor, enfrentando a Saint Catherines.
Durante ese año, en el Torneo Metropolitano, su club terminó en la sexta posición, entrando de esta manera a los Play offS para luchar por el tercer puesto.
En 2014, repitió la posición del año anterior. 

### Experiencia en España
En España jugó en Taburiente de la Liga de Hockey Hierba Femenino. Allí se instaló en Canarias y firmó contrato por 3 meses. Disputó ocho encuentros y marcó cinco goles. Tras finalizar su contrato, le ofrecieron renovarlo. Tuvo ofertas para jugar en la misma liga y en la liga belga.
Aunque ya había acordado que jugaría con Club de Campo de Madrid la siguiente temporada, Pilar regresó al país tras ser convocada a la Selección nacional por el entonces director técnico Santiago Capurro.

### Vuelta a Club Náutico Hacoaj
En su regreso al club, convirtió ocho goles en la temporada 2015 finalizando en el séptimo lugar y compartiendo la misma posición que Banco Nación.

## Selección nacional

### Juvenil
En 2008, participó del Campeonato Panamericano Junior obteniendo la medalla de bronce.

### Selección mayor
Tiempo después de participar del Campeonato Panamericano Junior en 2008, volvió a entrenar con la Selección mayor no como convocada, sino como parte del equipo de proyección, como joven promesa. 
En 2010, participó del Campeonato Sudamericano y del Torneo 4 Naciones en Chile como parte de un equipo B.
En 2014, participó en los Juegos ODESUR donde obtuvo la medalla de oro.
En 2015, fue convocada para jugar en la selección mayor en una gira por Nueva Zelanda aunque su debut oficial fue en la Liga Mundial de Hockey 2014-15, donde convirtió dos goles frente a China y Nueva Zelanda y obtuvo el título.
En 2016, obtuvo el Champions Trophy disputado en Londres y fue parte del equipo que compitió en los Juegos Olímpicos de Río de Janeiro 2016, donde obtuvo diploma olímpico.

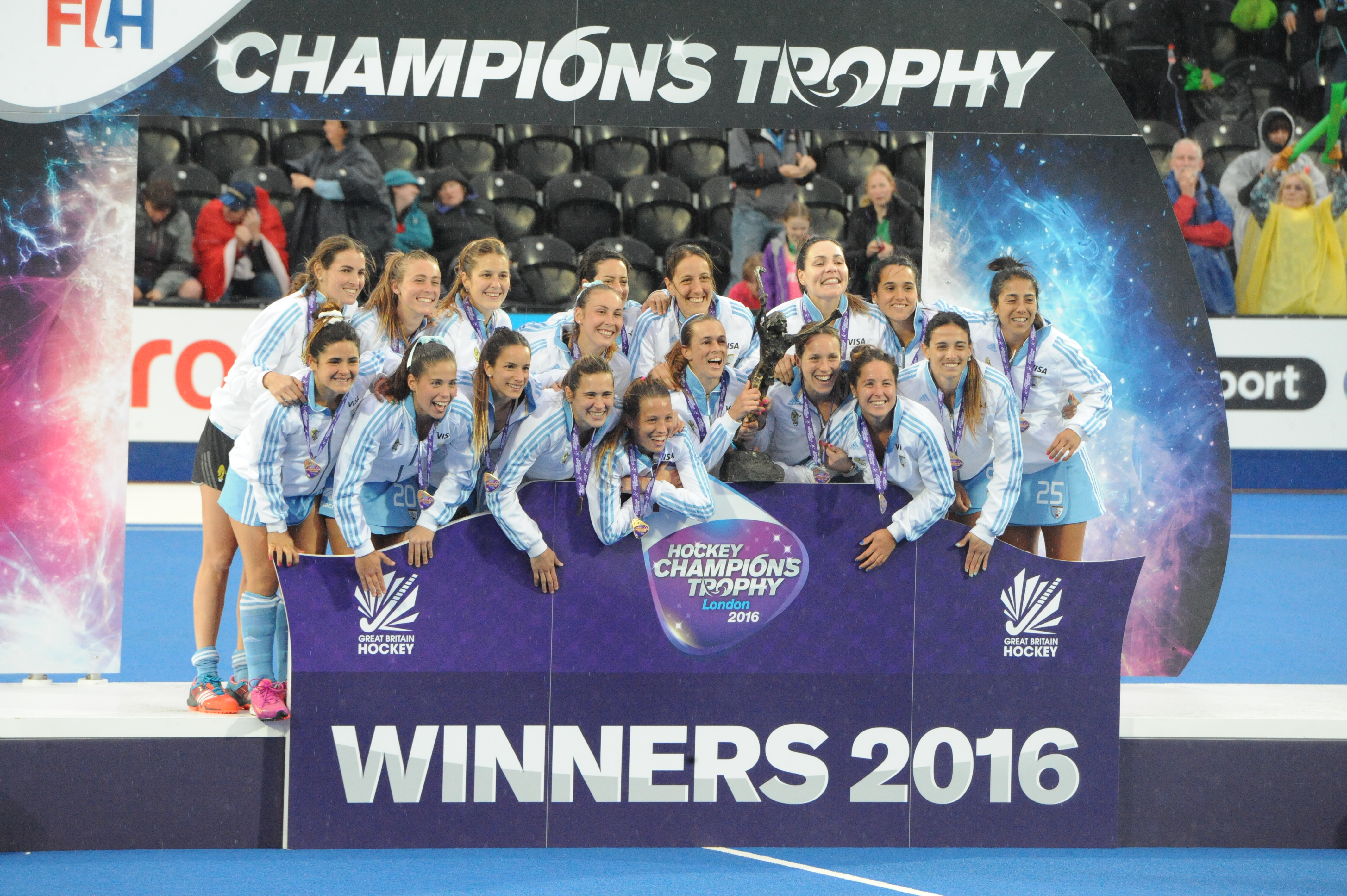
Celebración de la obtención del Champions Trophy 2016.

En 2017, obtuvo la Copa Panamericana disputada en Lancaster, Estados Unidos.
En 2023 integró la Selección que compitió en los Juegos Panamericanos donde ganó la medalla de oro y logró la clasificación a los Juegos Olímpicos de París 2024.
En los Juegos Olímpicos de París 2024, consiguió ganar la medalla de bronce luego de haber caído en semifinales ante la Selección de Países Bajos y vencido a Bélgica en la tanda de penales 3 a 1 en el partido por el tercer puesto.

## Clubes
| Club                | País      | Año           |
| ------------------- | --------- | ------------- |
| Banco Nación        | Argentina | 2010-2013     |
| Club Náutico Hacoaj | Argentina | 2013-2015     |
| Taburiente          | España    | 2015          |
| Club Náutico Hacoaj | Argentina | 2015-presente |

## Palmarés

### Selección nacional
- 2008
  - Medalla de bronce en los Juegos Odesur
- 2014
  - Medalla de oro en los Juegos Odesur
- 2015
  - Medalla de oro en la Liga Mundial de Hockey 2014-15
- 2016
  - Medalla de oro en el Champions Trophy
- 2023
  - Medalla de oro en los Juegos Panamericanos de 2023
- 2024
  - Medalla de bronce en los Juegos Olímpicos de París 2024